# 9月24日
9月24日是阳历一年中的第267天（闰年第268天），离全年结束还有98天。

## 大事记

### 19世紀以前
- 622年：伊斯兰教创始人穆罕默德为躲避麦加的宗教迫害，带领信徒迁移到麦地那。
- 1180年：長年征戰的拜占庭皇帝曼努埃爾一世逝世，其後拜占庭帝國國勢漸趨沒落。
- 1529年：鄂图曼帝国军队包围维也纳。
- 1550年：明世宗时，俺答汗率鞑靼军入古北口，直逼北京城下。当时严嵩执政，不准诸将出击，以待鞑靼军掳掠后自行撤退。史称“庚戌之变”。

### 19世紀
- 1841年：文莱蘇丹将砂拉越割让给英国探险家布鲁克，布鲁克成为砂拉越的白人拉者。
- 1852年：法国人亨利·吉法爾（英语：Henri Giffard）制造的用蒸汽机推进的飞艇（英语：Giffard dirigible）试飞成功。
- 1867年：第一次兰柏会议开始。
- 1869年：傑伊·古爾德、詹姆斯·菲斯克（英语：James Fisk (financier)）和其他投機者密謀但未能控制美國黃金市場，導致黃金價格暴跌。
- 1886年：哈同和罗迦陵结婚。

### 20世紀
- 1901年：清政府与日本签定重庆日租界协议书，30年为期。
- 1903年：阿尔弗雷德·迪金接替埃德蒙·巴顿成为澳大利亚第二任总理。
- 1905年：中国革命党人吴樾在正阳门火车站刺杀准备出洋考察君主立宪制的清政府五大臣，吴失败身亡，但五大臣出国考察之事也因此推迟。
- 1911年：共进会和文学社确定发动武昌起义的日期为10月6日（后来被推迟）。
- 1919年：中国北洋政府代总理龚心湛辞职，靳云鹏代任。
- 1920年：亚美尼亚民主共和国对土耳其宣战，土亚战争爆发。
- 1937年：日本废除西部标准时，统一使用日本标准时间。
- 1941年：砂拉越王國建國百年，時任白人拉惹查理士•溫納•布洛克頒佈《砂拉越王國憲法》（英语：1941 constitution of Sarawak）。但頒布不久，1941年12月16日日軍進攻砂拉越（英语：Battle of Borneo (1941–1942)）。隔年砂拉越淪陷。戰後砂拉越被劃歸英國成為直轄殖民地，最終該憲法未能徹底實行。
- 1946年：吉林大学的前身东北行政学院于哈尔滨成立。
- 1946年：澳華出入口公司將發展重心從中國上海市轉移到香港，並成立後來的國泰航空公司。
- 1948年：中国人民解放军攻占山东济南，并俘虏山东省主席王耀武，济南战役结束。
- 1956年：中华人民共和国与也门建交。
- 1957年：年僅9歲的英國皇儲查理斯王子入讀公立學校。
- 1958年：在金门炮战中，AIM-9响尾蛇导弹首次参战。
- 1959年：座落于北京天安门广场西侧的人民大会堂建成。
- 1960年：美國企業號航空母艦完工下水，這也是世界上第一艘核子動力航空母艦。
- 1964年：華倫委員會認定李·哈維·奧斯華為獨自一人刺殺前美國總統約翰·甘迺迪。
- 1967年：中國和蘇聯兩國軍隊因蘇聯向中國漁民挑釁在烏蘇里江邊界爆發衝突。
- 1968年：斯威士兰加入联合国，参见联合国成员国列表。
- 1969年：位於赤柱的香港第一個人造衛星地面通訊站由香港總督戴麟趾主持啟用典禮，香港通訊系統從此進入太空時代。
- 1973年：几内亚比绍共和国宣告成立。
- 1982年：香港麗的電視內部易名為亞洲電視，三日後正式對外公佈。
- 1988年：加拿大运动员本·约翰逊在第24届夏季奥运会上获得男子100米跑冠军并刷新世界纪录，却在事后被发现服用兴奋剂。
- 1993年：諾羅敦·西哈努克在23年的停滯期後恢復君主制，成為柬埔寨國王。
- 1993年：菲律賓已故總統馬可斯遺孀艾美黛被菲律賓反貪污法庭判處入獄18－24年，並遭剝奪公職權利終身。
- 1993年：罗宾·米勒（英语：Robyn Miller）和兰德·米勒（英语：Rand Miller）两兄弟创造的图形冒险电脑游戏《神秘岛》发表。
- 1996年：《全面禁止核试验条约》获得来自71个国家之代表的签署，但是由于部分签署国家并未批准而无法生效。
- 1997年：陈德良开始担任越南国家主席。

### 21世紀
- 2002年：香港特別行政區政府颁布了《实施基本法第23条咨询文件》，开始落实香港特别行政区基本法第二十三条。
- 2003年：西凤酒成为中国陕西省的地理标志产品。
- 2003年：日本的自由党併入民主党。
- 2005年：伊朗核问题：国际原子能机构认定伊朗未履行《不扩散核武器条约》的义务。
- 2006年：中共上海市委书记陈良宇因涉嫌贪污被免职并立案侦查。
- 2008年：麻生太郎当选日本首相。

## 出生
- 15年：維特里烏斯，羅馬皇帝（69年逝世）
- 936年：阿杜德·道萊，布維西王朝埃米爾（983年逝世）
- 1501年：吉罗拉莫·卡尔达诺，意大利博學家（1576年逝世）
- 1550年：汤显祖，明代戏剧家（1616年逝世）
- 1564年：三浦按針，英國航海家、日本第一位外籍武士（1620年逝世）
- 1583年：阿爾布雷赫特·馮·華伦斯坦，波希米亞軍事家（1634年逝世）
- 1667年：让-路易·吕利，法國皇家室內音樂團作曲家、管理者（1688年逝世）
- 1705年：利奧波德·約瑟夫·馮·道恩，奧地利陸軍元帥（1766年逝世）
- 1711年：雍笈牙，緬甸貢榜王朝開國帝王（1760年逝世）
- 1717年：霍勒斯·沃波爾，英國藝術史學家、文學家、政治人物（1797年逝世）
- 1739年：格里高利·波将金，俄羅斯帝國軍人、政治家（1791年逝世）
- 1755年：约翰·马歇尔，美國政治家、法律家，美國法院對國會法律司法審查權奠基者（1835年逝世）
- 1771年：讓-安多許·朱諾，法國將領（1813年逝世）
- 1801年：米哈伊尔·奥斯特罗格拉德斯基，俄國數學家（1862年逝世）
- 1837年：馬克·漢納，美國政治人物，曾任俄亥俄州聯邦參議員（1904年逝世）
- 1859年：尤利乌斯·克伦格爾，德國大提琴家、作曲家（1933年逝世）
- 1870年：喬治·克勞德，法國工程師、發明家（1960年逝世）
- 1880年：莎拉·勞絲，美國超級人瑞，史上第三長壽者（1999年逝世）
- 1886年：罗贝托·玛丽亚·奥尔蒂斯，阿根廷政治人物，前任阿根廷總統（1942年逝世）
- 1889年：埃贝哈德·冯·马肯森，德國将軍（1969年逝世）
- 1895年：安德烈·弗雷德里克·考南德，法國醫生和生理學家，1956年諾貝爾生理學或醫學獎得主（1988年逝世）
- 1896年：法蘭西斯·史考特·費茲傑羅，美國近代著名小說家，代表作《大亨小傳》（1940年逝世）
- 1898年：霍華德·弗洛里，澳洲藥理學家，1945年諾貝爾生理學或醫學獎得主（1968年逝世）
- 1902年：鲁霍拉·霍梅尼，伊朗伊斯蘭革命的政治和精神領袖，后为國家最高領袖（1989年逝世）
- 1905年：塞韦罗·奥乔亚，西班牙裔美國生物化學家，1959年諾貝爾生理學或醫學獎得主（1993年逝世）
- 1906年：趙樹理，中國農民作家（1970年逝世）
- 1910年：曹禺，中國剧作家，被稱為「中國的莎士比亞」（1996年逝世）
- 1911年：契爾年科，蘇联共产党中央委員会總書記（1985年逝世）
- 1914年：伍錦霞，華裔美國電影導演、製片人（1970年逝世）
- 1914年：安德热·帕努夫尼克，英籍波蘭作曲家、指揮家（1991年逝世）
- 1917年：李焕，中華民國前行政院長（2010年逝世）
- 1920年：陳文真，越南共和國海軍將領（2019年逝世）
- 1921年：村上弘，日本政治人物（2007年逝世）
- 1922年：侯赛因-阿里·蒙塔泽里，伊朗神學家、民主倡導者、作家、人權活動家（2009年逝世）
- 1923年：李元簇，中華民國前副總統（2017年逝世[1]）
- 1927年：阿弗雷多·克劳斯，西班牙籍奧地利裔男高音歌唱家（1999年逝世）
- 1930年：約翰·楊，美國登月宇航員（2018年逝世）
- 1934年：筒井康隆，日本小說家
- 1936年：吉姆·亨森，美國偶戲家（1990年逝世）
- 1939年：王文興，臺灣作家（2023年逝世）
- 1944年：貝恩德·布蘭施，德國男子足球運動員（2022年逝世）
- 1945年：陳觀泰，香港武打電影演員
- 1945年：約翰·盧特，英國作曲家、合唱指揮
- 1946年：詹培忠，香港財經界人士，前立法會議員
- 1947年：山岸凉子，日本漫畫家，24年組之一
- 1948年：菲爾·哈特曼，加裔美國男演員、喜劇演員、編劇兼圖形藝術家（1998年逝世）
- 1948年：陳垣崇，台灣医学家
- 1951年：佩德羅·阿莫多瓦，西班牙導演
- 1954年：，美國政治人物，曾任美國國防部長（2022年逝世）
- 1955年：陳美琪，香港演員
- 1956年：顾城，中國当代詩人（1993年逝世）
- 1957年：狄志遠，香港政界人物
- 1957年：王伯昭，中國演員
- 1961年：齋藤環，日本精神病學家、評論家
- 1962年：關之琳，香港演員
- 1963年：趙一豪，台灣歌手
- 1964年：李在龍，韓國男演員
- 1964年：拉斐爾·帕梅洛，古巴裔前美國大聯盟職業選手
- 1967年：苏永康，香港歌手、演員
- 1967年：甲斐谷忍，日本漫畫家
- 1968年：蔡康年，香港藝人
- 1969年：高欣欣，台灣女演員
- 1969年：克里斯托弗·平彻，英國政治人物，現任英國國會議員
- 1970年：一青妙，日本牙醫、作家
- 1974年：約翰·麥克唐納，美國棒球球員
- 1975年：尼克·黑格，美國太空人
- 1976年：史蒂芬妮·麥馬漢，美國世界摔角娛樂副執行長兼編劇
- 1976年：艾琳·霍欽，美國政治人物，現任印第安那州聯邦眾議員
- 1977年：芮成鋼，中國中央電視台記者、播音員、節目主持人
- 1977年：賈培德，臺灣男性配音員
- 1979年：林盛斌，香港新城電台主持人
- 1979年：法比奥·奥雷利奥，義大利籍巴西足球運動員
- 1979年：金鍾旼，韓國男歌手、藝人
- 1980年：，挪威足球運動員
- 1980年：佩特里·帕薩寧，芬蘭足球運動員
- 1980年：維多利亞·彭德爾頓，英國女子自行车運動員
- 1981年：德鲁·古登，美國職業籃球運動員
- 1982年：保罗·哈姆，美國體操運動員
- 1982年：傑夫·卡斯坦斯，美國棒球選手
- 1983年：兰迪·弗耶，美國職業籃球運動員
- 1984年：何遠東，香港男藝人
- 1985年：陳藝瑟，韓國女演員
- 1986年：莉亞·迪桑，美國模特兒、歌手
- 1987年：尹蓁晞，香港模特兒、女演員
- 1990年：泰欥，韓國男子偶像團體Block B成員
- 1990年：游學修，香港男演員
- 1991年：早乙女太一，日本舞蹈演員
- 1991年：都枝寒，韓國男演員
- 1992年：吳心緹，台灣女藝人
- 1993年：高雨兒，中國女演員
- 1993年：班·普拉特，美國男演員、歌手
- 1993年：許賢，香港男演員、男歌手
- 1994年：朴世阮，韓國女演員
- 1994年：許雅婷，香港演員
- 1996年：白田千尋，日本女性聲優
- 1997年：托辛·阿達拉比奧約，英格蘭職業足球運動員
- 1999年：永野芽郁，日本女演員、模特兒、藝人
- 2002年：Gaeul，韓國女子偶像團體IVE成員
- 2003年：喬·洛克，英國男演員
- 生年不詳：平山笑美，日本女性聲優

## 逝世
- 366年：教宗利伯略，羅馬主教（310年出生）
- 768年：矮子丕平，法兰克国王，查理曼的父亲（714年出生）
- 887年：高駢，唐朝名將（821年出生）
- 1180年：曼努埃尔一世，拜占庭皇帝（1118年出生）
- 1230年：阿方索九世，莱昂王国国王（1171年出生）
- 1435年：巴伐利亞的伊莎貝拉，法國國王查理六世的王后，也是查理七世的母親（1371年出生）
- 1459年：波美拉尼亞的埃里克，挪威、瑞典與丹麥國王（1382年出生）
- 1534年：米哈伊爾·格林斯基，立陶宛王子
- 1541年：帕拉塞尔苏斯，瑞士醫生、煉金術士、占星師（1493年出生）
- 1545年：阿爾布雷希特，德國紅衣主教（1490年出生）
- 1572年：圖帕克·阿馬魯，印加帝國最後一任君主（1545年出生）
- 1621年：揚·卡羅爾·霍德凱維奇，波蘭立陶宛聯邦貴族、軍事家（1560年出生）
- 1732年：靈元天皇，日本第112代天皇（1654年出生）
- 1802年：亞歷山大·尼古拉耶維奇·拉季舍夫，俄羅斯文學家（1749年出生）
- 1834年：佩德罗一世，巴西第一任皇帝，葡萄牙国王（1798年出生）
- 1856年：亨利·哈丁，英國陸軍軍官、政治人物（1785年出生）
- 1877年：西鄉隆盛，日本武士（1828年出生）
- 1877年：桐野利秋，日本薩摩藩士，幕末四大人斬之一（1838年出生）
- 1884年：徐寿，中国化学家（1818年出生）
- 1894年：方伯謙，清朝北洋水師將領（1853年出生）
- 1904年：尼爾斯·呂貝里·芬森，丹麥醫生兼科學家，1903年諾貝爾生理學或醫學獎得主（1860年出生）
- 1905年：吴樾，中国革命家（1878年出生）
- 1929年：里夏德·阿道夫·席格蒙迪，奧地利化學家，1925年諾貝爾化學獎得主（1865年出生）
- 1929年：瑪希敦·阿杜德，泰國王子（1892年出生）
- 1933年：愛麗絲·妙麗葉兒·威廉森，英國女作家（1869年出生）
- 1939年：卡爾·拉姆勒，德裔美籍電影製片人，環球影業創始人（1867年出生）
- 1941年：赖传湘，中华民国军人（1904年出生）
- 1945年：漢斯·蓋革，德國物理學家（1882年出生）
- 1950年：維多利亞公主，巴滕貝格的路易親王妃（1863年出生）
- 1961年：薩姆納·威爾斯，美國外交官（1892年出生）
- 1965年：卡爾·魯道夫·弗洛林，瑞典植物學家（1894年出生）
- 1969年：沃倫·麥卡洛克，美國神經學家（1898年出生）
- 1978年：哈索·冯·曼陀菲尔，德国政治家与军事将领（1897年出生）
- 1985年：吴文藻，中国社会学家（1901年出生）
- 1988年：杨光被，中国天主教人士（1897年出生）
- 1991年：蘇斯博士，美國當代著名兒童文學家及插畫家（1904年出生）
- 1991年：戈麦，中国诗人（1967年出生）
- 1993年：布魯諾·龐蒂科夫，蘇聯物理學家（1913年出生）
- 2002年：鲇川哲也，日本的推理小说作家（1919年出生）
- 2003年：爱德华·萨义德，文学理论家与批评家，也是巴勒斯坦立国运动的活跃分子（1935年出生）
- 2004年：佛蘭西絲·莎崗，法國女作家（1935年出生）
- 2006年：丹波哲郎，日本演员（1922年出生）
- 2009年：奈莉·阿坎，加拿大作家（1973年出生）
- 2010年：根纳季·亚纳耶夫，蘇聯政治人物，唯一一任蘇聯副總統（1937年出生）
- 2014年：克利斯朵夫·霍格伍德，英國指揮家和羽管鍵琴演奏者（1941年出生）
- 2015年：福島菊次郎，日本攝影師、記者（1921年出生）
- 2015年：王仲殊，中國考古學家（1925年出生）
- 2021年：齊藤隆夫，日本漫畫家，代表作品《骷髏13》（1936年出生）

## 节假日和习俗
- 世界大猩猩日
- 南非：遺產日
- 柬埔寨：立憲日
- ：獨立日
- 秘魯：軍人節
- 千里達及托巴哥：共和國日